# Siriella spinula
Siriella spinula är en kräftdjursart som beskrevs av Panampunnayil 1995. Siriella spinula ingår i släktet Siriella och familjen Mysidae. Inga underarter finns listade i Catalogue of Life.